# Jean Fichoux
Jean Fichoux, né le 16 avril 1914 et mort le 7 mars 2002, est un homme politique français.

## Détail des fonctions et des mandats
Mandat parlementaire
- 26 avril 1959 - 1er octobre 1962 : Sénateur du Finistère